# Robert Bates
Robert Hinrichs Bates (1942) è un economista statunitense.
Curatore nel 1981 del rapporto Bates, in cui ha evidenziato gli effetti perversi (come la creazione di rendite o l'incoraggiamento alla corruzione) delle politiche agrarie contro la fluttuazione dei mercati mondiali nell'esperienza post-coloniale africana, è attualmente professore alla Graduate School of Arts and Sciences dell'Università Harvard, membro dell'American Academy of Arts and Sciences dal 1991 e della Political Instability Task Force del governo statunitense, ricercatore dell'Africa Economic Research Consortium di Nairobi e professore associato dal 2000 della Scuola di economia di Tolosa.
In oltre quarant'anni di studi (influenzati specialmente dalle opere di Charles Tilly e David Friedman) e di ricerche sul campo (in Sudan, Uganda, Kenya, Colombia, Brasile e, quella più significativa, nelle campagne dello Zambia), si è guadagnato la reputazione di uno dei maggiori esperti di politica ed economia dei Paesi africani. Particolarmente noti a livello internazionale sono i suoi studi sulla politica economica e sullo sviluppo in tali nazioni e, più in generale, sullo sfruttamento dei paesi del terzo mondo.

## Opere
- Unions, parties, and political development. A study of mineworkers in Zambia, New Haven, Yale University Press, 1971. ISBN 0-300-01403-1.
- Rural responses to industrialization. A study of village Zambia, New Haven, Yale University Press, 1976. ISBN 0-300-01920-3.
- Agricultural development in Africa. Issues of public policy (con Michael F. Lofchie), New York, Praeger, 1980. ISBN 0-03-056173-6.
- Markets and States in Tropical Africa. The Political Basis of Agricultural Policies, Berkeley, University of California Press, 1981. ISBN 0-520-05229-3.
- Essays on the Political Economy of Rural Africa, Cambridge, Cambridge University Press, 1983. ISBN 0-521-24563-X.
- Toward a political economy of development. A rational choice perspective, Berkeley, University of California Press, 1988. ISBN 0-520-06052-0.
- Beyond the miracle of the market. The political economy of agrarian development in Kenya, Cambridge, Cambridge University Press, 1989. ISBN 0-521-43792-X.
- Political and economic interactions in economic policy reform. Evidence from eight countries (con Anne O. Krueger), Oxford, Blackwell, 1993. ISBN 1-557-86340-7.
- Africa and the disciplines. The contributions of research in Africa to social sciences and humanities (con Valentin Yves Mudimbe e Jean F. O'Barr), Chicago, University of Chicago Press, 1993. ISBN 0-226-03900-5.
- Open-economy politics. The political economy of the world coffee trade, Princeton,  Princeton University Press, 1996. ISBN 0-691-02655-6.
- Analytic narratives (con Avner Greif, Margaret Levi, Jean-Laurent Rosenthal e Barry Weingast), Princeton, Princeton University Press, 1998. ISBN 0-691-00129-4.
- Prosperity and violence. The political economy of development, New York, Norton, 2001. ISBN 0-393-05038-6.
- Beyond the miracle of the market. The political economy of agrarian development in Kenya, Cambridge, Cambridge University Press, 2005. ISBN 0-521-61795-2.
- When things fell apart. State failure in late-century Africa, Cambridge, Cambridge University Press, 2008. ISBN 9780-521-71525-6.[2]